# Правителство на Андрей Ляпчев 1
Първото правителство на Андрей Ляпчев е четиридесет и четвърто правителство на Царство България, назначено с Указ № 3 от 4 януари 1926 г. на цар Борис III. Управлява страната до 12 септември 1928 г., след което е наследено от второто правителство на Андрей Ляпчев.

## Политика

### Вътрешна политика
Новото правителство е посрещнато благосклонно както от легалната опозиция, така и от Великите сили. Непосредствено след идването си на власт кабинетът предприема редица мерки за стабилизиране на икономиката, демократизиране на обществения живот и ограничаване влиянието на Военния съюз. През февруари 1926 г. Двадесет и първото ОНС гласува частична амнистия за политическите и криминалните затворници (освободени са 7000 лишени от свобода, 1157 от тях – политически затворници). Възстановени са редица демократични права – свобода на словото и на печата, дава се възможност на БКП (т.с.) да легализира дейността си (през 1926 – 1928 г. са образувани Българска работническа партия и Работнически младежки съюз). Парламентът започва да играе водеща роля в обществото.
Демократичните промени, осъществени от кабинета, му позволяват да получи необходимата финансова подкрепа от Запада. Още през 1926 г. на България е отпуснат от американски и английски банки т.нар. Бежански заем, чрез който са оземлени и настанени в границите на царството десетки хиляди български семейства от Тракия, Добруджа и Македония. Две години по-късно, отново под покровителството на Обществото на народите, е отпуснат нов заем за покриване на щетите от Чирпанското земетресение (над 73 000 напълно или частично разрушени сгради). Финансовата помощ стабилизира и българския лев.

### Външна политика
Във външната политика на кабинета се забелязва ориентация към Италия на базата на общото негативно отношение и териториални спорове на двете държави със Сръбско-хърватско-словенското кралство. Ляпчев заема твърда позиция по въпроса за подобряване положението на българите в Македония (той самият е роден в областта), което довежда до затваряне на българо-югославските граници през 1929 г.
За да излезе от международната изолация, кабинетът е принуден не само да признае териториалните промени, но и да подпише на 9 декември 1927 г. спогодба с Гърция (Моллов – Кафандарис) за изселването на българите от Западна Тракия. Областта е окончателно загубена за България, но Великите сили опрощават голяма част от репарационните задължения на страната.

## Съставяне
Кабинетът, оглавен от Андрей Ляпчев, е образуван от политически дейци на Демократическия сговор.

### Кабинет
Сформира се от следните 10 министри:
| министерство                                | име | име               | партия                |
| ------------------------------------------- | --- | ----------------- | --------------------- |
| председател на Министерския съвет           |     | Андрей Ляпчев     | Демократически сговор |
| външни работи и изповедания                 |     | Атанас Буров      | Демократически сговор |
| вътрешни работи и народно здраве            |     | Андрей Ляпчев     | Демократически сговор |
| народно просвещение                         |     | Никола Найденов   | Демократически сговор |
| финанси                                     |     | Владимир Моллов   | Демократически сговор |
| война                                       |     | Иван Вълков       | военен                |
| търговия, промишленост и труда              |     | Цвятко Бобошевски | Демократически сговор |
| правосъдие                                  |     | Тодор Кулев       | Демократически сговор |
| земеделие и държавни имоти                  |     | Димитър Христов   | Демократически сговор |
| обществени сгради, пътища и благоустройство |     | Славейко Василев  | Демократически сговор |
| железници, пощи и телеграфи                 |     | Кимон Георгиев    | Демократически сговор |

### Промени в кабинета

#### от 3 март 1928
| министерство                | име | име                    | партия                |
| --------------------------- | --- | ---------------------- | --------------------- |
| железници, пощи и телеграфи |     | Никола Найденов (упр.) | Демократически сговор |

## Събития
- 22 декември 1926 – Правителството на България сключва Бежанския заем.
- 9 декември 1927 – Подписана е спогодба с Гърция (Моллов – Кафандарис) за изселването на българите от Западна Тракия.